# 340'erne f.Kr.
Århundreder: 5. århundrede f.Kr. – 4. århundrede f.Kr. – 3. århundrede f.Kr.
Årtier: 390'erne f.Kr. 380'erne f.Kr. 370'erne f.Kr. 360'erne f.Kr. 350'erne f.Kr. – 340'erne f.Kr. – 330'erne f.Kr. 320'erne f.Kr. 310'erne f.Kr. 300'erne f.Kr. 290'erne f.Kr.
År: 349 f.Kr. 348 f.Kr. 347 f.Kr. 346 f.Kr. 345 f.Kr. 344 f.Kr. 343 f.Kr. 342 f.Kr. 341 f.Kr. 340 f.Kr.